# Me parlano e te/L'ombra d' 'a sera
 Me parlano e te/L'ombra d' 'a sera, pubblicato nel 1964, è un singolo del cantante italiano Mario Trevi

## Storia
Il disco contiene due brani inediti di Mario Trevi. Il brano Me parlano 'e te è presentato da Trevi e Robertino al Festival di Napoli 1964.

## Tracce
Lato A
- Me parlano e te (Antonio Vian-Salvatore Palomba)

Lato B
- L'ombra d' 'a sera (Gigi Pisano-Eduardo Alfieri)

## Incisioni
Il singolo fu inciso su 45 giri, con marchio Durium- serie Royal (QCA 1325).
Direzione arrangiamenti: M° Eduardo Alfieri.